# Święty Hieronim w pracowni (obraz Colantonio)
Święty Hieronim w pracowni – olejny obraz tablicowy włoskiego malarza Colantonio.
Obraz został namalowany dla kościoła San Lorenzo w Neapolu i wraz z innym panelem pt. Święty Franciszek wręczający regułę zakonną z 1445 roku, stanowił część nastawy ołtarzowej. Hieronim ze Strydonu był jednym z czterech Doktorów Kościoła zachodniego i autorem łacińskiego przekładu Biblii – Wulgaty. Jego postać zawsze przedstawiana była według jednego z trzech głównych wzorców: jako Ojciec Kościoła, jako eremita lub jako uczony. Panel przedstawia św. Hieronima siedzącego w pracowni i wyjmującego drzazgę z łapy lwa.

## Geneza i opis obrazu
Początek działalności artystycznej Colantonio, przypada na okres wpływu sztuki niderlandzkiej w królestwie neapolitańskim. Twórczość malarzy niderlandzkich zgromadzoną w zbiorach Alfonsa Aragońskiego, m.in. Jana van Eyca miała widoczny wpływ na styl Colantonia. Prawdopodobnie nieobce było mu wcześniejsze dzieło van Eycka  Święty Hieronim w pracowni. Z niego Colantonio zaczerpnął prawdopodobnie temat i charakterystyczną dla niderlandzkich malarzy szczegółowość przedstawiania martwej natury. Historia Hieronima i lwa pochodzi ze średniowiecznego dzieła Jakuba de Voragine Złota legenda. Według niej kulejący lew przybył do klasztoru, gdzie przebywał Hieronim. Jego pojawienie się spowodowało popłoch wśród mnichów jedynie święty podszedł do zwierzęcia i wyciągnął z jego łapy cierń. Od tego momentu lew był jego wiernym towarzyszem.
Colantonio ukazał Hieronima we franciszkańskim habicie, siedzącego na intarsjowanym drewnianym tronie w małym renesansowym gabinecie. Wokół niego znajdują się rzędy półek z iluminowanymi księgami i z luźno porozrzucanymi karteczkami pergaminu. Księgi mają nawiązywać do kulturalnego środowiska epoki humanizmu.  i z luźno porozrzucanymi karteczkami pergaminu. Na otwartym pulpicie leży kałamarz, cztery gęsie pióra i otwarty manuskrypt, nawiązujący do łacińskiego przekładu Biblii - dzieła życia Hieronima. Jest tam również klepsydra, nożyczki oraz szklane naczynie, w którym zgodnie z niderlandzką modą odbija się wąskie okno. Po lewej stronie na stoliku leży czerwony kapelusz zwany galero, który od 1245 roku przysługiwał wyłącznie kardynałom i symbolizował ich urząd. Według Złotej legendy w Hieronim otrzymał godność kardynalską wieku 29 lat.
 Dominującymi barwą są różne odcienie brązu co nadaje obrazowi atmosferę ciszy i spokoju a przede wszystkim zaufania dzikiego zwierzęcia ze świętym.
Temat świętego Hieronima w pracowni był kilkakrotnie poruszany przez wcześniejszych i późniejszych artystów. W ok. 1460 roku sycylijski malarz Antonello da Messina, uczeń Colantino, stworzył własną wersję Świętego Hieronima w pracowni. W 1480 roku Domenico Ghirlandaio namalował wręcz kopię Hieronima w pracowni.